# Alaina Reed-Hall
Bernice Ruth Reed, meglio nota come Alaina Reed-Hall (Springfield, 10 novembre 1946 – Santa Monica, 17 dicembre 2009), è stata un'attrice e cantante statunitense.

## Biografia
Nel 1988 si è sposata con l'attore Kevin Peter Hall, ma tre anni dopo lui morì di AIDS.
Nel 2008 si è risposata con Tamim Amini, ma l'anno seguente Alaina morì a 63 anni per un cancro al seno.

## Filmografia parziale

### Cinema
- Follow That Bird, regia di Ken Kwapis (1985)
- La morte ti fa bella, regia di Robert Zemeckis (1992)
- Harry e Carota, regia di Dan Curtis (1993)
- Cruel Intentions - Prima regola non innamorarsi, regia di Roger Kumble (1999)
- Scrambled, regia di John Di Minico (2003)
- I'm Through with White Girls, regia di Jennifer Sharp (2006)

### Televisione
- Sesamo apriti - serie TV, 52 episodi (1977-1992)
- Baby... I'm Back! - serie TV, 1 episodio (1978)
- 227 - serie TV, 115 episodi (1985-1990)
- Ma che ti passa per la testa? - serie TV, 1 episodio (1992)
- Tutti al college - serie TV, 1 episodio (1992)
- Blossom - Le avventure di una teenager - serie TV, 1 episodio (1993)
- Friends - serie TV, 1 episodio (1995)
- Dream On - serie TV, 1 episodio (1995)
- Lois & Clark - Le nuove avventure di Superman - serie TV, 1 episodio (1995)
- NYPD - New York Police Department - serie TV, 1 episodio (1997)
- Ally McBeal - serie TV, 3 episodi (1997-1998)
- Caroline in the City - serie TV, 1 episodio (1998)
- Da un giorno all'altro - serie TV, 2 episodi (1998-2001)
- NewsRadio - serie TV, 1 episodio (1999)
- Zack e Cody al Grand Hotel - serie TV, episodio 2x25 (2006)
- E.R. - Medici in prima linea - serie TV, 2 episodi (2007)

### Doppiatrice
- Sesamo apriti - serie TV, episodio 20x20 (1988)
- Sonic the Hedgehog - serie TV, 13 episodi (1994)
- Dov'è finita Carmen Sandiego? - serie TV, 1 episodio (1994)

## Doppiatrici italiane
Nelle versioni in italiano delle opere in cui ha recitato, Alaina Reed- Hall è stata doppiata da:
- Anna Rita Pasanisi ne La morte ti fa bella
- Silvana Fantini in Ally McBeal
- Anna Teresa Eugeni in Cruel Intentions - Prima regola non innamorarsi